# 金特拉-迪兰帕萨什
金特拉-迪兰帕萨什是葡萄牙布拉干萨区的一个堂区。总面积19.75平方公里，总人口285人，人口密度14.4人/平方公里。